# Arauco (Chili)
Arauco is een gemeente in de Chileense provincie Arauco in de regio Biobío. Arauco telde 36.257 inwoners in 2017 en heeft een oppervlakte van 956 km².

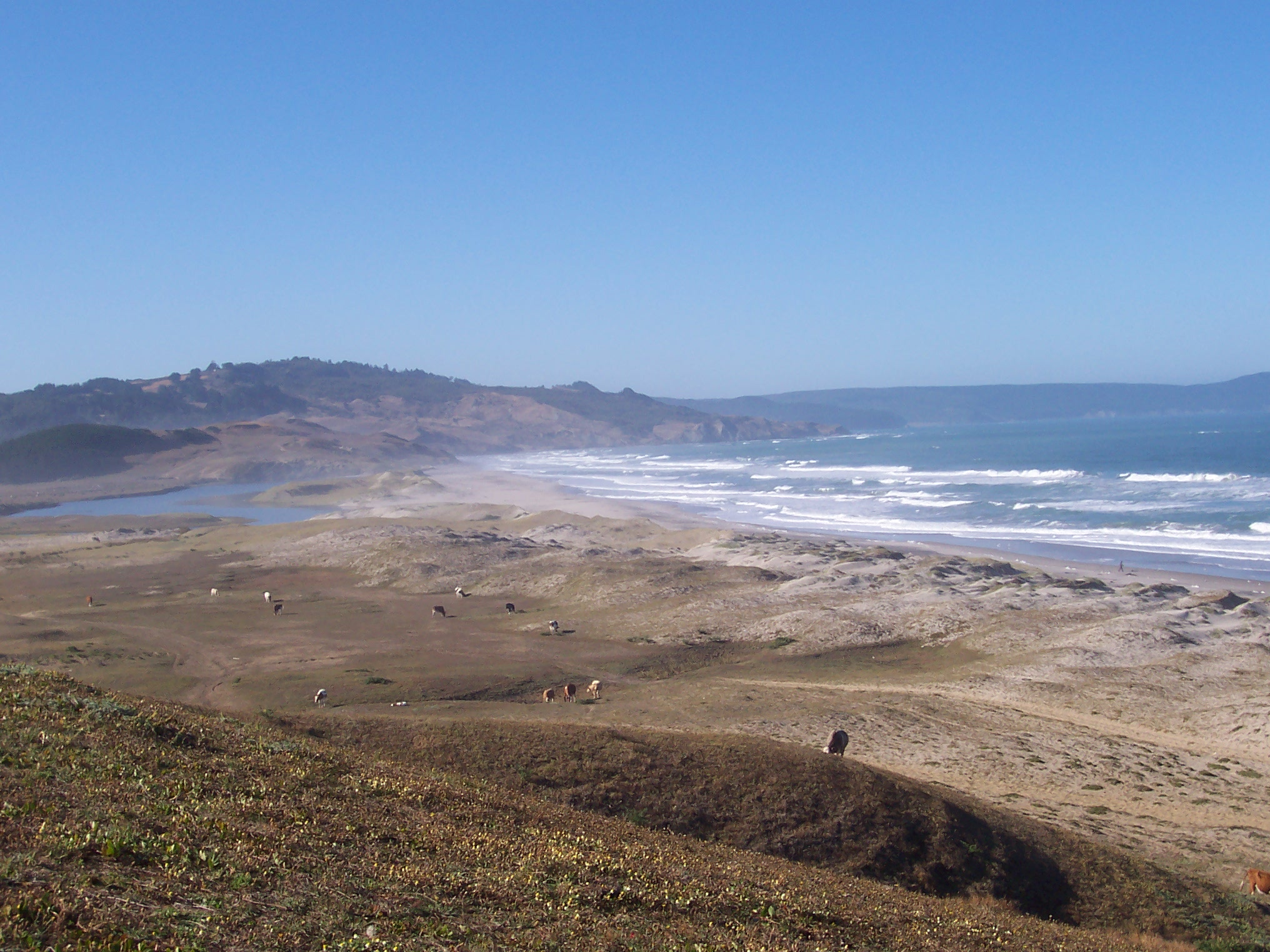
Playa Locobe, in de gemeente Arauco